# Hudson County
Hudson County ist ein County im Bundesstaat New Jersey. Der Verwaltungssitz (County Seat) ist Jersey City.

## Geographie
Das County hat eine Fläche von 162 Quadratkilometern, wovon 41 Quadratkilometer Wasserfläche sind. Es grenzt im Uhrzeigersinn an folgende Countys: Bergen County, Union County und Essex County.
Hudson County hat seit 2000 eine Partnerschaft mit dem Landkreis Oberhavel, mit dem es die Lage am Rande einer Weltstadt und die Benennung nach einem Fluss gemein hat.

## Geschichte
Im September 1840 wurde das Hudson County vom Bergen County durch die New Jersey Legislature getrennt.
Im Hudson County liegt ein National Monument, das Statue of Liberty National Monument. Drei Orte im County haben den Status einer National Historic Landmark, der Clark Thread Company Historic District, das Great Atlantic and Pacific Tea Company Warehouse und der Holland Tunnel. 56 Bauwerke und Stätten des Countys sind insgesamt im National Register of Historic Places eingetragen (Stand 15. Februar 2018).

## Demografische Daten

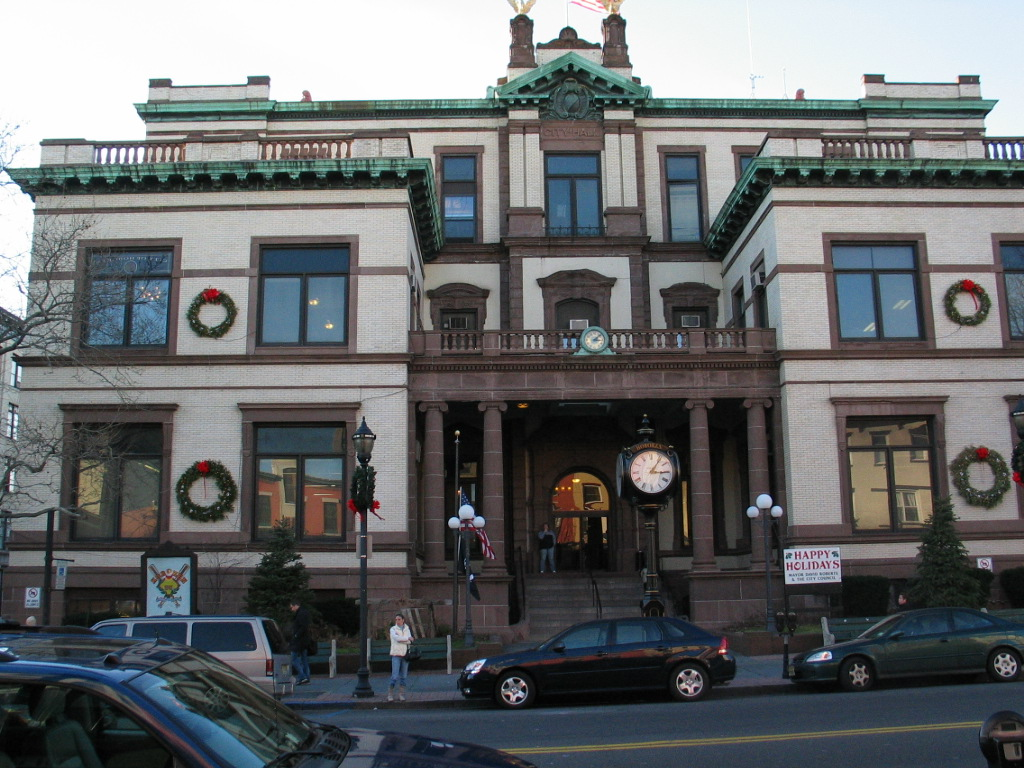
Hoboken City Hall, gelistet im NRHP Nr. 76001156

Nach der Volkszählung im Jahr 2000 lebten im County 608.975 Menschen. Es gab 230.546 Haushalte und 143.630 Familien. Die Bevölkerungsdichte betrug 5.036 Einwohner pro Quadratkilometer. Ethnisch betrachtet setzte sich die Bevölkerung zusammen aus 55,58 % Weißen, 13,48 % Afroamerikanern, 0,42 % amerikanischen Ureinwohnern, 9,35 % Asiaten, 0,06 % Bewohnern aus dem pazifischen Inselraum und 15,48 % aus anderen ethnischen Gruppen; 5,63 % stammten von zwei oder mehr ethnischen Gruppen ab. 39,76 % der Bevölkerung waren spanischer oder lateinamerikanischer Abstammung.
Von den 230.546 Haushalten hatten 29,60 % Kinder und Jugendliche unter 18 Jahre, die bei ihnen lebten. 39,80 % waren verheiratete, zusammenlebende Paare, 16,60 % waren allein erziehende Mütter. 37,70 % waren keine Familien. 29,50 % waren Singlehaushalte und in 9,60 % lebten Menschen im Alter von 65 Jahren oder darüber. Die Durchschnittshaushaltsgröße betrug 2,60 und die durchschnittliche Familiengröße lag bei 3,27 Personen.
Auf das gesamte County bezogen setzte sich die Bevölkerung zusammen aus 22,60 % Einwohnern unter 18 Jahren, 10,40 % zwischen 18 und 24 Jahren, 35,60 % zwischen 25 und 44 Jahren, 20,00 % zwischen 45 und 64 Jahren und 11,40 % waren 65 Jahre alt oder darüber. Das Durchschnittsalter betrug 34 Jahre. Auf 100 weibliche Personen kamen 96,50 männliche Personen, auf 100 Frauen im Alter ab 18 Jahren kamen statistisch 94,20 Männer.
Das jährliche Durchschnittseinkommen eines Haushalts betrug 40.293 USD, das Durchschnittseinkommen der Familien betrug 44.053 USD. Männer hatten ein Durchschnittseinkommen von 36.174 USD, Frauen 31.037 USD. Das Prokopfeinkommen betrug 21.154 USD. 15,50 % der Bevölkerung und 13,30 % der Familien lebten unterhalb der Armutsgrenze. 22,00 % davon waren unter 18 Jahre und 15,70 % waren 65 Jahre oder älter.

## Städte und Ortschaften
- Arlington
- Babbitt
- Bayonne
- Bergen
- Bergen Point
- Communipaw
- Croxton
- East Newark
- Greenville
- Guttenberg
- Harrison
- Hoboken
- Hudson Heights
- Jersey City
- Kearny
- Marion
- New Durham
- North Bergen
- Port Johnson
- Secaucus
- Union City
- Weehawken
- West Bergen
- West New York